# Torenia
Torenia es un género con tres especies de plantas de flores perteneciente a la familia Scrophulariaceae. 

## Especies seleccionadas
- Torenia benthamiana Hance
- Torenia fournieri Linden ex E. Fourn.
- Torenia glabra Osbeck [Dagb.

- Datos: Q2669889
- Multimedia: Torenia / Q2669889
- Especies: Torenia